# Schüsselkar-Biwak
Das Schüsselkar-Biwak ist eine Biwakschachtel der Sektion Garmisch-Partenkirchen des Deutschen Alpenvereins (DAV). Es liegt im Wettersteingebirge in Tirol, Österreich und befindet sich im Gipfelbereich der Schüsselkarspitze auf einer Höhe von 2536 m ü. A., Talort ist Leutasch.

## Geschichte
Der Lions Club Garmisch-Partenkirchen übergab 1978 der Sektion eine Biwakschachtel im Wert von 28.000 DM. Die im Tal montierte Stahlrohr-Blechkonstruktion wurde auf die Schüsselkarspitze, einem stark frequentierten Klettergebiet, geflogen und verankert. Die eine Tonne schwere Last haben Heeresflieger mit einem Hubschrauber am 20. Juli an ihren Standplatz gebracht.

## Lage
Die fest installierte Biwakschachtel befindet sich im Gipfelbereich der Schüsselkarspitze im östlichen Wettersteingebirge, sie bietet Kletterern Schutzmöglichkeit bei Wettersturz oder Unfall.

## Ausstattung
Das Schüsselkar-Biwak ist eine reine Notunterkunft, es bietet lediglich sechs Lagerplätze. Keine Matratzen, kein WC, keine Duschen. Das Biwak verfügt über keinen Strom- und Wasseranschluss. Kein Handyempfang. Einzig und allein Schutz vor Regen, Wind, Schnee. Kein Schutz vor Kälte.

## Zustieg
Zum Schüsselkar-Biwak kann über das Puittal oder das Scharnitztal sowie das Scharnitzjoch zugestiegen werden. Das Biwak erreicht man über Kletterrouten (Schwierigkeitsgrad V-VIII) an der Südwand der Schüsselkarspitze oder über den Westgrat (Schwierigkeitsgrad IV).

## Übergänge, Touren und Gipfel
- Schüsselkarspitze (2555 m ü. NHN), 10 min.
- Übergang Oberreintalhütte zur Meilerhütte, Bergtour, Wettersteingebirge, 5 km, 3 Std.
- Übergang Meilerhütte zur Oberreintalhütte, Bergtour, Wettersteingebirge, 5 km, 2,2 Std.
- Geologie erleben rund um das Reintal: Spuren früherer Katastrophen, Bergtour, Wetterstein-Gebirge und Mieminger Kette, 11,4 km, 6 Std.
- Gehrenspitze – Wohlgeformter Eckpfeiler der Tannheimer Berge, Wanderung, Seefeld, 18,6 km, 7 Std.
- Abstieg in Leutaschtal, Winterwanderung, Leutasch, 9,5 km, 2,5 Std.[2]

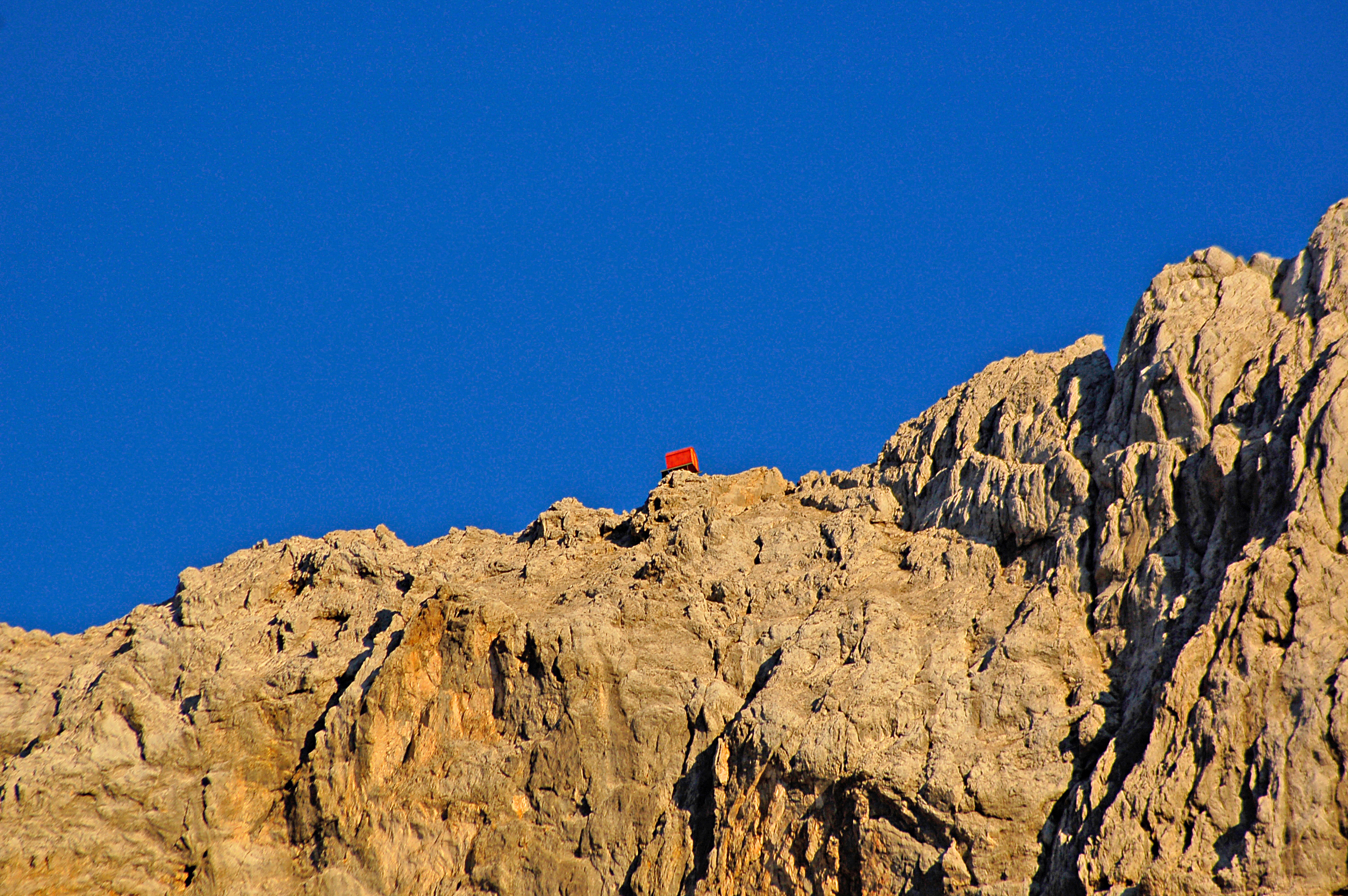
Schüsselkar-Biwak von der Oberreintalhütte

## Nachbarhütten
- Oberreintalhütte, Selbstversorgerhütte, Wetterstein-Gebirge und Mieminger Kette (1525 m ü. NHN), 4,5 Std.
- Meilerhütte, bewirtschaftete Hütte, Wetterstein-Gebirge und Mieminger Kette (2366 m ü. NHN), 5 Std.
- Rotmoosalm, Alpe bewirtschaftet, Wetterstein-Gebirge und Mieminger Kette (2036 m ü. NHN)
- Hämmermoosalm, bewirtschaftete Hütte, Wetterstein-Gebirge und Mieminger Kette (1424 m ü. NHN)
- Stuibenhütte, Selbstversorgerhütte, Wetterstein-Gebirge und Mieminger Kette (1640 m ü. NHN)
- Reintalangerhütte, bewirtschaftete Hütte, Wetterstein-Gebirge und Mieminger Kette (1366 m ü. NHN)[2]

## Karten
- Alpenvereinskarte: 4/1 Wetterstein und Mieminger Gebirge, West: Wegmarkierung Landkarte, Topographische Karte 1:25.000. ISBN 978-3-928777-19-3
- Alpenvereinskarte: 4/2 Wetterstein und Mieminger Gebirge, Mitte: Wegmarkierung Landkarte, Topographische Karte 1:25.000. ISBN 978-3-928777-20-9
- Alpenvereinskarte: 4/3 Wetterstein und Mieminger Gebirge, Ost: Wegmarkierung Landkarte, Topographische Karte 1:25.000. ISBN 978-3-928777-11-7